# Harry Prieste
Haig „Harry“ Prieste (* 23. November 1896 in Fresno; † 15. April 2001 in Camden, New Jersey) war ein US-amerikanischer Wasserspringer, Unterhaltungskünstler und Schauspieler.
Harry Prieste entstammte einer Familie von armenischen Einwanderern. Er war Mitglied des Vereins Los Angeles AC. 1920 startete er bei den Olympischen Spielen in Antwerpen und errang im Turmspringen die Bronzemedaille. Das war der Höhepunkt seiner sportlichen Karriere, in deren Verlauf er keine weiteren Titel errang.
Zuvor hatte Prieste schon als Stuntman in Filmen gearbeitet und als einer der Keystone Kops vor der Kamera agiert. Als Statist spielte er in Filmen mit Ben Turpin und Harold Lloyd. Zu seinen Freunden gehörte Charlie Chaplin; Stan Laurel und Oliver Hardy waren Kollegen. Nach den Olympischen Spielen arbeitete er unter dem Namen Hal Haig Prieste als professioneller Wasserspringer, als Vaudeville-Komödiant, als Akrobat und Jongleur im Zirkus. Im Alter von 40 Jahren lernte er Schlittschuhlaufen und trat in der Eisrevue Ice Follies auf. Er lief hobbymäßig Schlittschuh, bis er 96 Jahre alt war. 1996, im Alter von 100 Jahren, nahm er anlässlich der Olympischen Spiele in Atlanta am olympischen Fackellauf teil.
1997 erwähnte ein Reporter Prieste gegenüber, dass eine 1920 während des Abschlussbanketts des United States Olympic Committee (USOC) verschwundene Olympiafahne (erstmals mit den fünf Ringen) nie wieder aufgetaucht sei. Prieste antwortete dem Journalisten: „Da kann ich Ihnen helfen, die ist in meinem Koffer.“ Er war damals wegen einer Wette mit seinem Mannschaftskollegen Duke Kahanamoku den fünf Meter hohen Fahnenmast hochgeklettert, hatte die Fahne mitgenommen und in seinen Koffer gepackt, wo sie sich nach 77 Jahren noch immer befand.
Anlässlich der Olympischen Sommerspiele 2000 in Sydney reiste der inzwischen fast blinde und taube sowie auf einen Rollstuhl angewiesene Prieste nach Australien, um die Fahne dem Internationalen Olympischen Komitee (IOC) zurückzugeben. Die IOC-Mitarbeiter vor Ort zeigten sich beeindruckt von seiner Lebendigkeit und seinem Humor. Als er erfuhr, dass er die Fahne dem IOC-Präsidenten Juan Antonio Samaranch übergeben sollte, fragte Prieste: „What's he going to do with it?“ (dt. = „Was wird er damit machen?“). Die Fahne wurde im Olympischen Museum in Lausanne ausgestellt.
Harry Prieste starb im Alter von 104 Jahren. Seine Frau Hazel war 1981 gestorben, das Paar hatte keine Kinder. Bis zu seinem Tod war er der älteste noch lebende Olympionike der Vereinigten Staaten.